# Hilfslinie
Als Hilfslinien bezeichnet man geradlinige Zeichenhilfen. 

## Darstellende Geometrie
In der darstellenden Geometrie sind sie als Orientierung bei Konstruktionen oder perspektivischen Zeichnungen nützlich. Während diese Linien nicht Teil der eigentlichen Zeichnung sind, tragen Hilfslinien dazu bei, eine Figur konstruieren zu können.

## Noten in der Musik

Ein Beispiel von Hilfslinien in der Notation

In der musikalischen Notation dienen sie dazu, Töne darzustellen, die außerhalb der Linien des Notensystems liegen. Sie werden dementsprechend für besonders hohe oder tiefe Töne verwendet.
In den Klavieretüden von Frédéric Chopin, die den virtuosen Pianisten „quer durch die Register jagen“, finden sich zahlreiche Beispiele für den exzessiven Einsatz von Hilfslinien, zum Beispiel im Schluss der  Revolutionsetüde.
Um möglichst wenige Hilfslinien zu benötigen, kann man in manchen Fällen den Notenschlüssel wechseln oder die Anweisung zum Oktavieren hinzufügen.